# Caracteres de combinación

Y cirílica + acento breve

En la tipografía digital, los caracteres de combinación son los que están destinados a modificar otros caracteres. Los caracteres de combinación más comunes en la escritura latina son los signos diacríticos de combinación (incluidos los acentos de combinación).
Unicode también contiene muchos caracteres precompuestos, por lo que en muchos casos es posible utilizar tanto los diacríticos de combinación como los caracteres precompuestos, a elección del usuario o de la aplicación. Esto lleva a la necesidad de realizar una normalización Unicode antes de comparar dos cadenas Unicode y a diseñar cuidadosamente los convertidores de codificación para asignar correctamente todas las formas válidas de representar un carácter en Unicode a una codificación heredada para evitar la pérdida de datos.
En Unicode, el bloque principal de diacríticos combinados para las lenguas europeas y el Alfabeto Fonético Internacional es U+0300-U+036F. Los signos diacríticos combinados también están presentes en muchos otros bloques de caracteres Unicode. En Unicode, los diacríticos se añaden siempre después del carácter principal (a diferencia de algunos conjuntos de caracteres combinados más antiguos, como ANSEL), y es posible añadir varios diacríticos al mismo carácter, incluyendo diacríticos apilados por encima y por debajo, aunque algunos sistemas pueden no renderizarlos bien.

## Unicode ranges
Los siguientes bloques están dedicados específicamente a la combinación de caracteres:
- Combinación de signos diacríticos (0300-036F), desde la versión 1.0, con modificaciones en las versiones posteriores hasta la 4.1
- Combinación de signos diacríticos ampliada (1AB0-1AFF), versión 7.0
- Combinación de signos diacríticos suplementarios (1DC0-1DFF), versiones 4.1 a 5.2
- Combinación de signos diacríticos para símbolos (20D0-20FF), desde la versión 1.0, con modificaciones en las versiones posteriores hasta la 5.1
- Combinación de medias tintas (FE20-FE2F), desde la versión 1.0, con modificaciones en las versiones posteriores hasta la 8.0

## OpenType
OpenType dispone de la "etiqueta de características" ccmp para definir los glifos que son composiciones o descomposiciones que implican la combinación de caracteres, la etiqueta mark para definir el posicionamiento de los caracteres combinados en el glifo base, y mkmk para los posicionamientos de los caracteres combinados entre sí. 

## Texto zalgo
La combinación de caracteres se ha utilizado para crear el texto Zalgo, que es un texto que parece "corrupto" o "espeluznante" debido al uso excesivo de diacríticos. Esto hace que el texto se extienda verticalmente, superponiéndose a otro texto.